# Gtk Sharp
Gtk# er den korrekte titel på denne artikel. Titlen vises forkert på grund af tekniske begrænsninger.
Gtk# er nogle bindinger til brugergrænseflade-toolkittet GTK+ skrevet i programmeringssproget C#. Gtk# er dog ikke begrænset til kun at kunne bruges med C# pga. .NET/Mono-miljøets sprogneutralitet. Dermed kan Gtk# bruges med alle .NET-programmeringssprog som f.eks. Boo, Nemerle eller VB.NET.
Bindingerne er et alternativ til Microsofts egne bindinger til Windows' grafik-API, Win32, kaldet WinForms, og de bruges især på ikke-Windows systemer, der bruger Mono i stedet for Microsofts .NET.
Eksempler på Gtk#-programmer:
- Banshee
- F-Spot
- Muine
- Beagle

## Ekstern henvisning
Projektets hjemmeside på SourceForge.
| Software | Spire Denne artikel om software og programmering er en spire som bør udbygges. Du er velkommen til at hjælpe Wikipedia ved at udvide den. |